# 沃茲涅先卡 (梅利托波爾區)
46°52′7″N 35°27′19″E / 46.86861°N 35.45528°E
沃茲涅先卡（烏克蘭語：Вознесенка）是位於烏克蘭東南部的村莊，由扎波羅熱州梅利托波爾區的康斯坦丁尼夫卡市鎮負責管轄。該村處於莫洛奇納河畔，距離科斯強季尼夫卡0.5公里，始建於1861年，面積11.63平方公里，海拔高度7米，2001年人口5,123。